# Dalil Benyahia
Dalil Benyahia (født 21. april 1990) er en svensk tidligere fodboldspiller, der senest spillede for IK Sirius. Han spillede i 2008-09 for Vejle BK.

## Profil
Dalil Benyahia trådte sine første fodboldstøvler i den svenske klub IFK Simrishamn. Siden har han spillet for Branteviks IF og Vendelsö IK, før han i 2008 kom til IF Brommapojkarna.
IF Brommapojkarna er kendt som en af svensk fodbolds store talentfabrikker, og her udviklede Dalil Benyahia så meget, at han i 2008 blev udtaget til de svenske U/17 og U/18 landshold. Samme sæson fik han trods sin unge alder debut i Superettan for IF Brommapojkarna.
Benyahias gode præstationer for Brommapojkarna og de svenske ungdomslandshold vakte opsigt hos andre klubber i ind- og udland, og det blev Vejle Boldklub fra Danmark, der løb med spillerens underskrift. I Vejle Boldklub er Benyahia i første omgang ansat på en 3-årig kontrakt som udviklingsspiller.
I forbindelse med Dalil Benyahias tiltræden i Vejle Boldklub udtalte klubbens sportschef Hans Lauge:
| Citat | Han er som spiller kendetegnet ved en god teknik og fin speed, og uden at lægge for meget pres på Dalil, kan man god betegne hans spillemæssige dyder som klassisk VB. Så vi glæder os til følge Dalil og være med til at præge hans udvikling | Citat |
|       | |       |

I 2009 skiftede Dalil Benyahia tilbage til IF Brommapojkarna. Begrundelsen lød, at han havde svært ved at falde til i Danmark.